# رميلان
رميلان مدينة نفطية تقع في شمال شرق سورية تتبع لناحية المعبدة ، منطقة المالكية في محافظة الحسكة. تبعد حوالي 68 كيلومترا شرقا عن مدينة القامشلي وهي ملاصقة لبلدة المعبدة. يعيش فيها خليط من العرب والكرد والسريان والعلويين. 
تنقسم مدينة الرميلان إلى أربعة أقسام وهي :الحقل والرصافة والإسكان والمدينة الصناعية.
المدينة مهمة استراتيجيا بسبب وقوعها قرب حقل رميلان النفطي.